# Gai Sulpici Galba (cònsol 5 aC)
Gai Sulpici Galba (llatí: Caius Sulpicius Galba)  (c. 38 aC - 4 dC) va ser un magistrat romà, pare de l'emperador Galba. Era fill de Sulpici Galba i formava part de la gens Sulpícia, de la branca familiar dels Galba, d'origen patrici.
Va ser elegit cònsol l'any 5 aC juntament amb Quint Hateri. Era geperut i un orador de mitjana categoria. Es va casar amb Múmmia Acaica besneta de Luci Mummi Acàic el destructor de Corint i quan aquesta va morir es va casar amb Líbia Ocel·lina una dona rica i maca. De la seva primera muller va tenir dos fills, Gai i Servi el primer dels quals segons Suetoni, es va matar perquè Tiberi no el va deixar accedir al seu proconsolat, però realment no hi ha constància de què fos cònsol i sembla que els fets correspondrien realment al pare, que segons Tàcit es va suïcidar l'any 36. El segon dels fills, Servi Sulpici Galba, va ser després emperador.